# Шипулинский, Феофан Платонович
Феофан Платонович Шипулинский (революционный псевдоним — Фёдор Лушин, литературный псевдоним — С. Нагель, 1876 — 17 июня 1942) — российский революционер, журналист, советский сценарист, киновед, историк кино, педагог, переводчик.

## Биография
Родился в 1876 году. Происхождением из дворян Херсонской губернии.
В 1898 году вступил в РСДРП, участвовал в революционном движении. Примкнул к «Искровской» группе в Париже. В 1901 году вернулся в Россию и был арестован в Екатеринославе. Входил в группу «Южный Рабочий» и был делегатом от города Екатеринослава на Белостокской конференции РСДРП в конце марта 1902 года. В июне приехал в Петербург и вошел в искровский комитет. 7 января 1903 года был арестован и сослан на 3 года в Якутскую область. Отбывал ссылку в Олёкминске. В 1905 году, вернувшись из ссылки, уехал в Женеву и перешёл к меньшевикам. В письме Центральному и Петербургскому комитетам РСДРП от 14 августа 1905 года Ленин охарактеризовал его как «одного из паскудных перебежчиков от большинства к меньшинству».
В Николаеве был избран секретарём комитета РСДРП, сотрудничал с эсерами. Занимался сбором денег на приобретение оружия для местной народной милиции, был арестован 21 сентября, освобожден 18 октября 1905 года по амнистии. Командировался на партийные съезды в Одессу, Москву и Петербург. 3 января 1906 года был арестован в Санкт-Петербурге и по постановлению Николаевского военного генерал-губернатора выслан в Вологодскую губернию. Продолжал партийную деятельность, в 1910 году в Луганске стал фактическим редактором газеты «Донецкая жизнь», вокруг которой собралась группа социал-демократов. Вследствие новой волны полицейских репрессий (11 сентября у него произвели обыск, на газету за 3 недели наложили 4 штрафа, официального редактора Лейзера Гипшмана арестовали на 3 месяца) был вынужден уехать из Луганска.
Публиковался в газетах «Вечерний курьер», «Донецкая жизнь», «Николаевский курьер», «Одесские новости», «Трудовая копейка», «Южная Россия». Приехав в Москву, работал в редакции газеты «Утро России» Павла Рябушинского. По воспоминаниям Веры Александровой, был самым популярным сотрудником редакции. После Февральской революции 1917 года был представителем Общества деятелей периодической печати и литературы в Комитете общественных организаций Москвы.
В 1920 году вышел из партии меньшевиков. Позднее вступил в ВКП(б), в 1936 году был исключён из партии.
В июле 1918 года вошёл в состав цензурной комиссии Московского кинокомитета при Наркомпросе РСФСР. В этот период написал теоретическую статью «Душа кино (Психология кинематографа)», в которой доказал, что в основе кинематографических явлений лежит не «память зрения» (как это ранее предполагалось), а более сложные психофизиологические процессы зрения и мышления. Дал психологическое объяснение стробоскопическим явлениям, лежащим в основе кино и создающим иллюзию непрерывного движения на экране. Первым объяснял монтаж на примере из пушкинской поэзии. Вслед за ним к примерам из Пушкина обращались Сергей Эйзенштейн, Сергей Герасимов, Михаил Ромм и другие. 
16 декабря 1918 года был назначен секретарём литературного отдела Наркомпроса РСФСР. В 1919—1920 годах работал управляющим делами Центротеатра и Театрального отдела (ТЕО) Наркомпроса РСФСР. Входил в коллегию Центротеатра с правом совещательного голоса.
В 1919 году дебютировал в кинематографе в качестве сценариста агитфильмов, одновременно стал одним из первых преподавателей Государственной школы кинематографии. С апреля 1920 по март 1921 года был её заведующим. Киновед Николай Лебедев писал о нём:

Среди педагогов школы одним из наиболее активных деятелей был преподаватель психологии и истории литературы Феофан Платонович Шипулинский. Будучи уже немолодым и страдая болезнью сердца, он, однако, с юношеским энтузиазмом принимал участие в борьбе за школу, включался во все творческие начинания.
Разработал и читал курс лекций по истории зарубежного кино. Киновед Ростислав Юренев вспоминал:

…Феофан Платонович Шипулинский — маленький очкастый старичок с жидкой бородкой и густым басом. (…) Особый упор он делал почему-то на технической предыстории кинематографа, на разных там тауматропах, скачковых механизмах, мальтийских крестах и ружьях Марея. Рассказывал он забавно, вел себя эксцентрично. Лекцию начинал еще в коридоре, приближаясь к аудитории, и входил как бы на полуслове. Кончал внезапно, тоже на полуслове: «…и тогда произошло событие, которое потрясло…», — и уходил, полагая, вероятно, что все мы будем целую неделю мучиться отгадыванием: что же это за событие? Мы, конечно, не мучились. (…) Книг по истории кино тогда не было, выручали конспекты, не слишком хорошо составленные кем-то из прилежных.
На основе своих лекций издал в 1933 году работу «История кино на Западе».
Член коллегии Всероссийского фотокинематографического отдела (ВФКО) Наркомпроса РСФСР (1920). Входил в состав юбилейного Комитета по чествованию В. Я. Брюсова (1923). Действительный член Государственной академии художественных наук (ГАХН), заведующий Кинокабинетом ГАХН. Член Всероссийского общества драматических писателей и композиторов.
Выступил популяризатором гипотезы бельгийского писателя Селестена Дамблона о том, что произведения Шекспира написаны графом Ретлендом, опубликовав в 1924 году книгу «Шекспир — Ретлэнд».
С 1935 года был на пенсии. Скончался 17 июня 1942 года.
Жена — Раиса Яковлевна Шипулинская, урожденная Каган. 

## Фильмография

### Сценарист
- 1919 — Глаза открылись (режиссер Ч. Сабинский)
- 1919 — Герасим и Муму (режиссер Ч. Сабинский)
- 1919 — Товарищ Абрам
- 1920 — Хвеська
- 1921 — Серп и молот

### Актёр
- 1920 — В дни борьбы — польский помещик
- 1921 — Серп и молот — поп
- 1930 — Праздник святого Иоргена

## Переводы
- Лафарг Поль. Право на леность / пер. с фр. Ф. Шипулинского. — СПб.: М. Малых, 1906. — 40 с.
- Стриндберг Август. Барышня: (Юлия): Натуралистическая трагедия / Пер. Ф. П. Шипулинского. — СПб., 1908 (Тип. В. Я. Мильштейна). — 88 с.
- Беннет Арнольд. Великiй человекъ. Юмористическая повесть / пер. с англ. Ф. Шипулинского. — М.: Универсальная библиотека, 1917. — 210 с.
- Гийу Луи. Чёрная кровь. Роман / Пер. с франц. Ф. Шипулинского. — М.: Гослитиздат, 1937. — 630 с.
- Тард Габриэль де. Социальные законы = Les lois sociales / пер. с фр. Ф. Шипулинского. — М.: URSS, 2009. — 63 с. — ISBN 978-5-397-00856-3.
- Лейн Т. Американский киносценарий / Пер. Ф. П. Шипулинского. — М.: Госкиноиздат, 1940. — 152 с.

## Галерея
- Шипулинский Феофан Платонович (1902) Архивная копия от 22 июня 2019 на Wayback Machine / Госкаталог. РФ (№ 4904513)
- Шипулинский Феофан Платонович (1903) Архивная копия от 22 июня 2019 на Wayback Machine / Госкаталог. РФ (№ 4904376)